# プフォフェルト
プフォフェルト (ドイツ語: Pfofeld) は、ドイツ連邦共和国バイエルン州ミッテルフランケン行政管区のヴァイセンブルク＝グンツェンハウゼン郡に属す町村（以下、本項では便宜上「町」と記述する）である。この町はグンツェンハウゼン行政共同体に加盟している。

## 地理

### 位置
プフォフェルトは、西ミッテルフランケン地方の、グンツェンハウゼンの東約 5 km に位置している。町内北部にはグローサー・ブロムバッハ湖の一部とクライナー・ブロムバッハ湖およびアルトミュールユーバーライター（アルトミュール上方導水路）がある。町内を古代のリーメスが通っている。ヨーロッパ中央分水帯が町内を通っており、ライン水系とドナウ水系とを分けている。プロフェルトをドルンハウザー・ミュールバッハ川が流れている。町内にはこの他にバッハヴィーゼングラーベン川、ブクスバッハ川、ブロムバッハ川が流れている。町域は丘陵と森が多く、ヴァイセンベルクとグレーフェンシュタインベルクの森がその代表である。プフォフェルトの北を州道2222号線が通っている。ブロムバッハモーア自然保護区およびクライナー・ブロムバッハ湖の半島自然保護区がこの町に属している。

### 自治体の構成
この町は、9つのゲマインデタイル（小地区）で構成されている。
| - フルトミューレ - グンデルスハルム - ヒューナーミューレ - ラングラウ - ノイハーベルク | - プフォフェルト - レーエンビュール - ゾルクホーフ - タンハウゼン |

孤立集落ボイテルミューレ、グラーフェンミューレ、ノイミューレ、シェールミューレは1980年代に廃村になった。

### 隣接する市町村
プフォフェルトは、北はハウンドルフおよびアプスベルク、東はプラインフェルト、南はタイレンホーフェン、西はグンツェンハウゼンと境を接している。

## 歴史

### 自治体の成立まで
プフォフェルトの最初の文献記録は、地元の貴族一門によってなされた。1180年から1190年頃に貴族のアーデロルト・フォン・プフラウンフェルトとアーデルハイトがそのプフラウンフェルトの所領をレプドルフの洗礼者聖ヨハネ教会に寄進する際の証人として Dietericus de Pfaluelt（当時は u = V であった）の名が記録されている。
アンスバッハ侯領、アイヒシュテット司教領、帝国都市ヴァイセンブルク、ドイツ騎士団フランケン管区がこの地の主権を主張した。四者はいずれも1500年からフランケン帝国クライスに属していた。1792年からプロイセン領となっていたアンスバッハ侯領は1796年にやっとこれを主張できるようになった。パリ条約（1806年2月）によってプフォフェルトはアンスバッハ侯領とともに交換でバイエルン王国領となった。プフォフェルトは1818年の自治体令により政治的な自治体となった。

### 町村合併
1978年5月1日、バイエルン州の地域再編に伴い、廃止された自治地帯タンハウゼンの一部、人口250人にあたる部分が合併した。

## 住民

### 人口推移
- 1961年: 1441人[5]
- 1970年: 1259人[5]
- 1987年: 1180人
- 1991年: 1296人
- 1995年: 1459人
- 2000年: 1443人
- 2005年: 1451人
- 2010年: 1502人
- 2015年: 1528人

## 地名と紋章
プフォフェルトという地名は、リーメスと関係がある。Pfofeld は "Feld am Pfahl"（杭のある野原）を意味している。この Pfahl（杭）は、地元で広まっていたリーメスの呼び名であった。石壁以前には、国境は木柵、すなわち杭によって護られていたのである。この町の紋章は互いに結びつけられた3本の木の杭で、これを象徴的に表している。この紋章は1961年6月から用いられている。
図柄: 黒地に3本の先端が尖った銀色の柱。銀色の網で互いに結びつけられている。

## 文化と見所

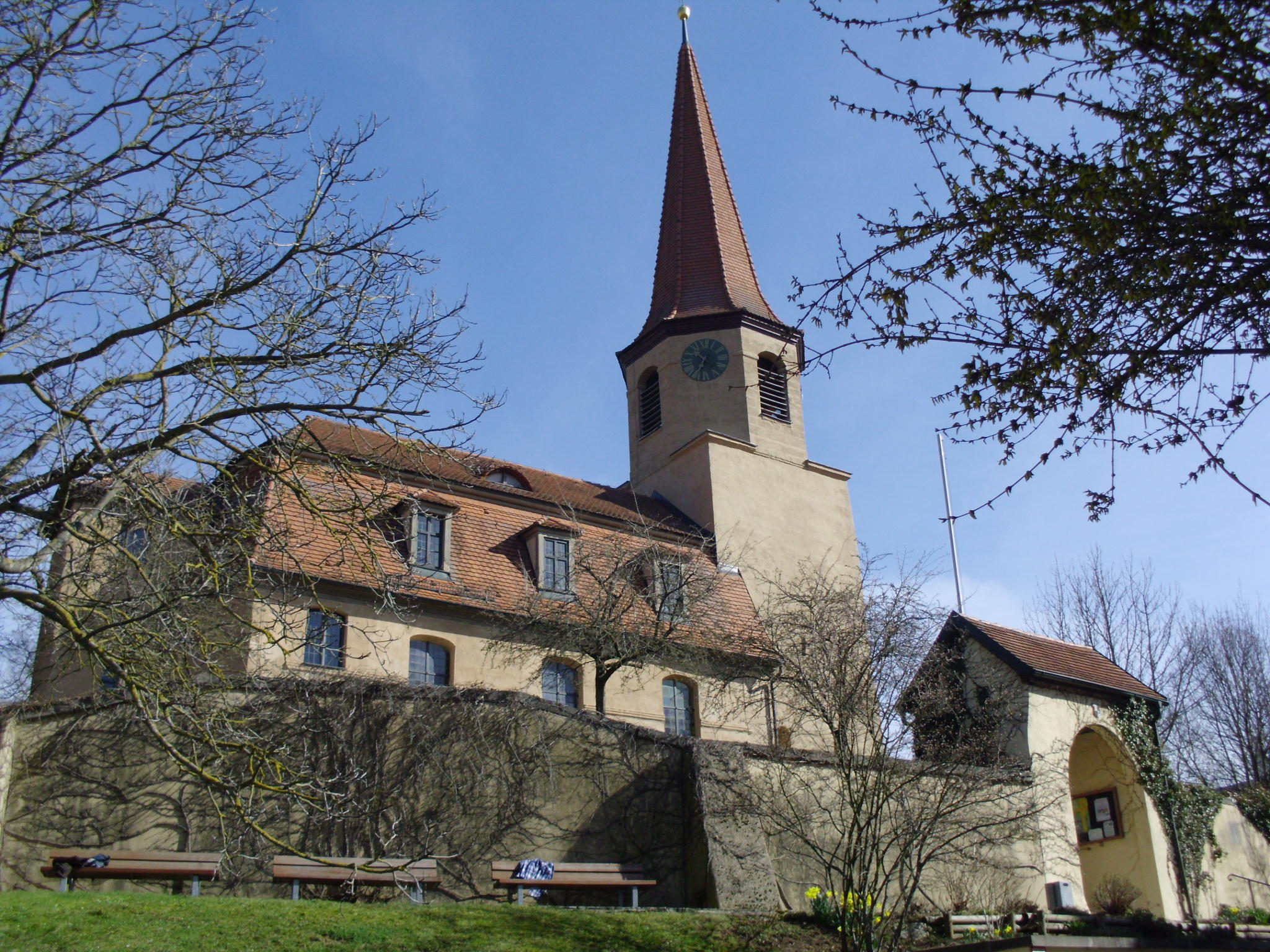
聖ミヒャエル教会

### 建築
- 福音主義ルター派の聖ミヒャエル教区教会はアルトミュール地方で最も古い教会で、ロマネスク様式の工法が明らかに見られる。この教会は後期ゴシック様式のフレスコで装飾されている。
- 南西部に聖十字架礼拝堂の遺跡がある。この礼拝堂はかつての巡礼地で、三十年戦争によって破壊された。
- プフォフェルトのすぐ西に位置する小さな森の中に「トゥルムヒューゲル・シュロスブック・イム・ハーク」と呼ばれる中世の城跡がある。おそらく、1180年から1190年頃にその名が記録されている "Dietericus de Pfaluelt" を含むプフォフェルトの地元貴族がここを本拠賭していた。

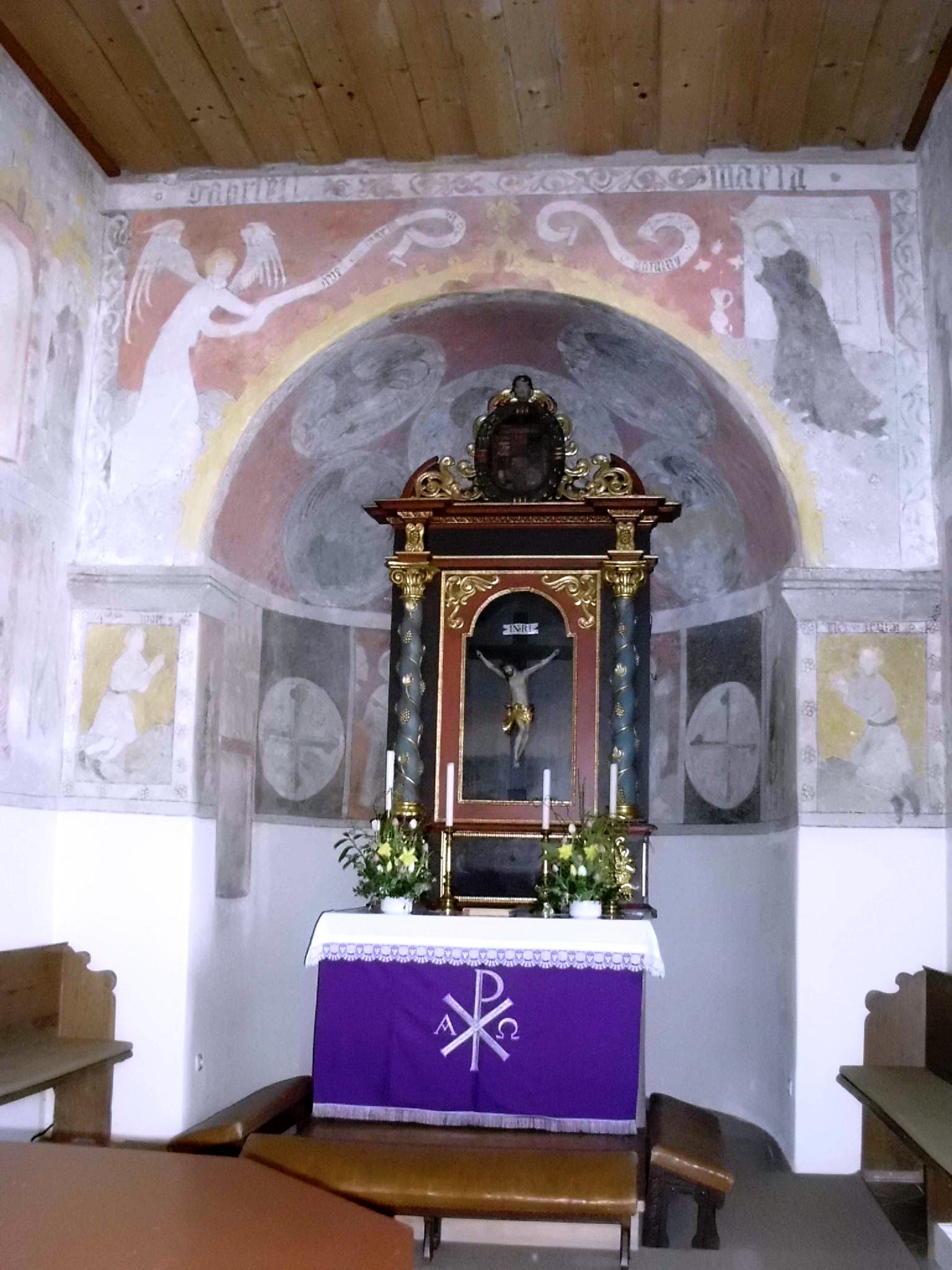
聖ミヒャエル教会のフレスコ画
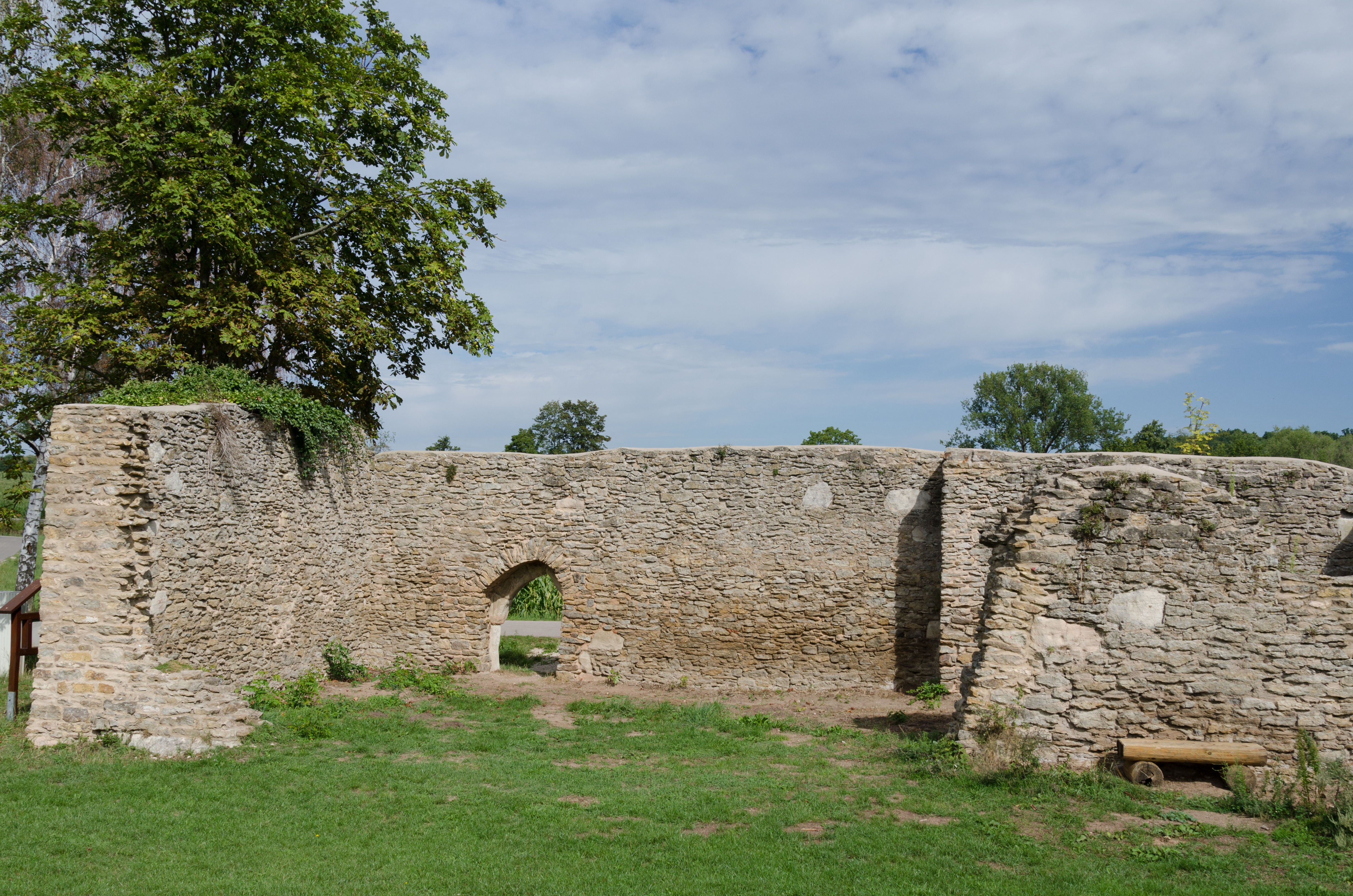
聖十字架礼拝堂跡

### 自然保護区

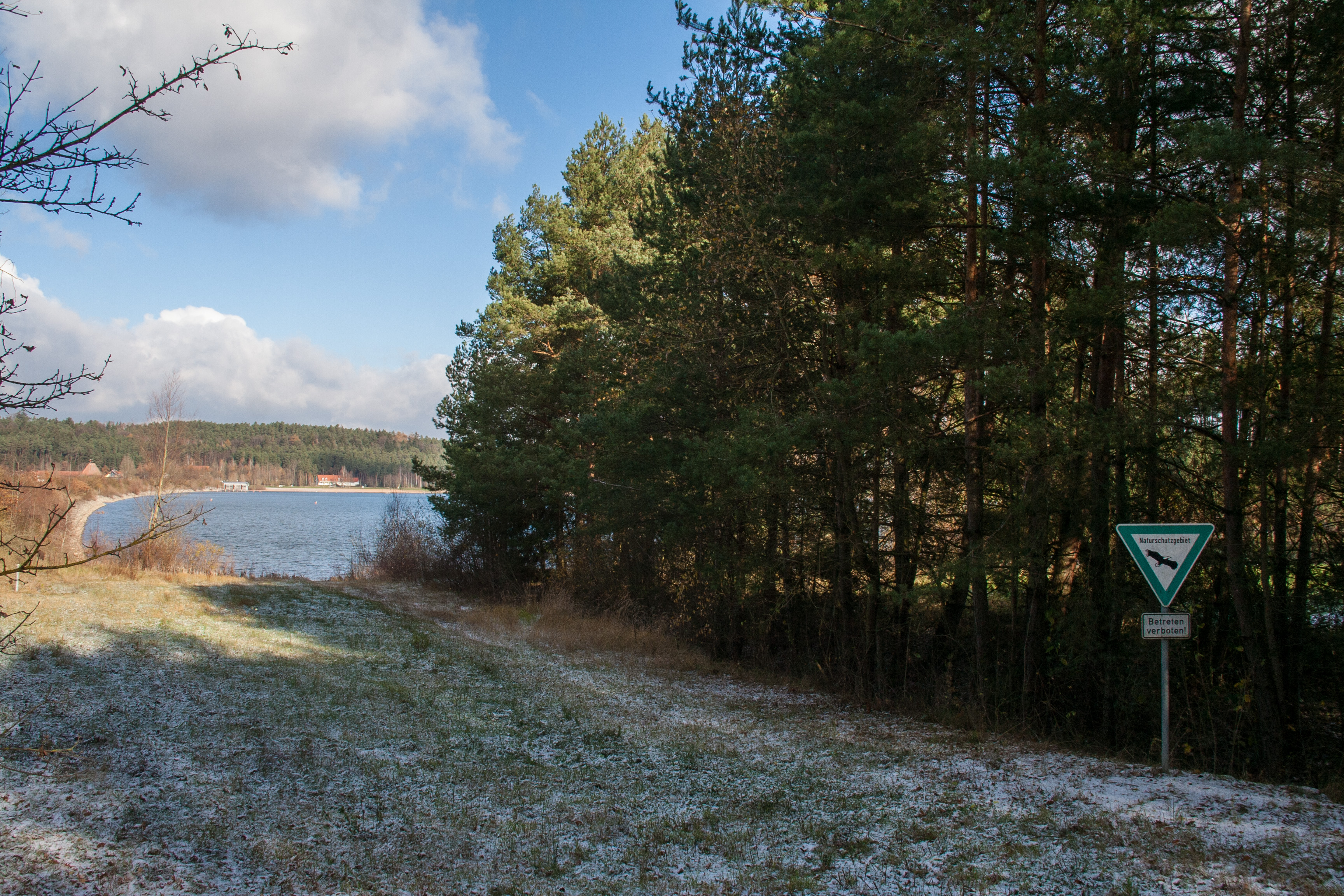
グラーフェンミューレ自然保護区

町内には、ブロムバッハモーア自然保護区およびクライナー・ブロムバッハ湖の半島自然保護区、グローサー・ブロムバッハ湖南岸のグラーフェミューレ自然保護区がある。

## 経済と社会資本
2020年の税収は118万3千ユーロで、このうち12万7千ユーロが産業税であった。
公式の統計によれば、2020年現在、151人の社会保険支払い義務のある就労者がこの町で働いている。このうち19人が製造業、95人が商業、交通業、宿泊業に就いていた。この町に住む社会保険支払い義務のある就労者は699人であった。2020年には22人の農業従事者がおり、農地面積は997ヘクタールであった。このうち635ヘクタールが耕作地であった。

### 交通
プロフェルトを郡道WUG1号線が通っており、この町を連邦道13号線に結びつけている。鉄道網へは、ラングラウ地区の駅でグンツェンハウゼン - プラインフェルト線に接続する。

#### 自転車道
タンハウゼン地区をドイツ・リーメス自転車道が通っている。この自転車道は、オーバーゲルマニシュ＝レティシャー・リーメス沿いにライン川沿いのバート・ヘニンゲンからドナウ川沿いのレーゲンスブルクまで 818 km 以上を結んでいる。

#### 広域遊歩道
プフォフェルトの北をリーメス遊歩道が通っている。これはドイツ・リーメス遊歩道の一部である。

### 教育
1999年現在、以下の施設がある。
- 託児所: 1園。定員74人、在籍幼児65人（2021年現在）[14]。
- プフォフェルト＝タイレンホーフェン学校連合のタイレンホーフェン基礎課程学校の一部がラングラウ地区にある[15]。また、アプスベルク＝ハウンドルフ基礎課程・中等学校連合に加盟している[16]。

## 関連図書
- . Gunzenhausen: Herausgeber Gemeinde Pfofeld. (2009)
- Johann Kaspar Bundschuh (1801). “Pfohefeld”. Geographisches Statistisch-Topographisches Lexikon von Franken. Band 4: Ni–R. Ulm: Verlag der Stettinischen Buchhandlung. pp. 345–346. OCLC 833753101
- Gottfried Stieber (1761). “Pfohefeld”. Historische und topographische Nachricht von dem Fürstenthum Brandenburg-Onolzbach. Schwabach: Johann Jacob Enderes. pp. 626–627